# Out of the Wasteland
Out of the Wasteland es el séptimo álbum de estudio de la banda Americana de Rock Lifehouse, lanzado el 26 de mayo de 2015 por Ironworks Records.

## Antecedentes
Después de una tibia recepción con el álbum anterior Almería, Lifehouse abstuvo de gira y anunció en julio de 2013 que iban a pasar tiempo enfocándose en respectivo proyecto en solitario de cada miembro. El baterista Rick Woolstenhulme, Jr. comenzó a viajar con las muñecas de Goo Goo; el bajista Bryce Soderberg inició una nueva banda titulado KOMOX; guitarrista Ben Carey dejó la banda para continuar el trabajo en la banda de rock country Elvis Monroe; y el cantante/compositor, Jason Wade, trabajó en un disco en solitario titulado "Paper Cuts".

## Lista de canciones
Todas las pistas producidas por Jason Wade, Jude Cole y Chris "Winnie" Murguía; excepto "Stardust", producido por Bryce Soderberg y Tommy Walter.

| N.º | Título             | Escritor(es)                     | Duración |  |
| 1.  | «Hurricane»        | Jason Wade, Jude Cole            | 3:09     |  |
| 2.  | «One for the Pain» | Wade                             | 3:43     |  |
| 3.  | «Flight»           | Wade                             | 4:17     |  |
| 4.  | «Runaways»         | Wade, Cole                       | 3:48     |  |
| 5.  | «Firing Squad»     | Wade, Cole                       | 3:43     |  |
| 6.  | «Wish»             | Wade                             | 2:42     |  |
| 7.  | «Stardust»         | Bryce Soderberg, Pelle Hillström | 3:56     |  |
| 8.  | «Alien»            | Wade                             | 2:54     |  |
| 9.  | «Central Park»     | Wade                             | 4:00     |  |
| 10. | «Hurt This Way»    | Wade, Cole, Christian Burghardt  | 4:09     |  |
| 11. | «Yesterday's Son»  | Wade                             | 4:21     |  |
| 12. | «Hourglass»        | Wade, Cole, James Newton Howard  | 5:00     |  |

Temas extra
| versión iTunes |                     |              |          |  |
| N.º            | Título              | Escritor(es) | Duración |  |
| 13.            | «Hindsight»         | Wade         | 4:23     |  |
| 14.            | «You Are Not Alone» | Wade         | 4:08     |  |

Deluxe Edition
| Target deluxe edition |                |              |          |  |
| N.º                   | Título         | Escritor(es) | Duración |  |
| 13.                   | «Clarity»      | Wade         | 4:26     |  |
| 14.                   | «Après La Vie» | Wade, Cole   | 3:15     |  |
| 15.                   | «Angeline»     | Wade         | 4:16     |  |
| 16.                   | «Exhale»       | Wade, Cole   | 3:51     |  |

| Collector's edition |        |              |          |  |
| N.º                 | Título | Escritor(es) | Duración |  |
| 13.                 | «H2O»  | Wade         | 4:52     |  |

## Posicionamiento
| Lista (2015)                        | Mejor posición |
| ----------------------------------- | -------------- |
| Australian Albums (ARIA)            | 96             |
| Estados Unidos (Billboard 200)      | 26             |
| Estados Unidos (Independent Albums) | 1              |
| Estados Unidos (Top Rock Albums)    | 3              |